# Stanko Topolčnik
Stanko Topolčnik, slovenski judoist, * 2. december 1947, Slovenska Bistrica † 14. april 2013.
Stanko Topolčnik je za Jugoslavijo nastopil na Poletnih olimpijskih igrah 1972 v Münchnu, kjer je nastopil v lahki kategoriji.